# Энергетика в Виктории

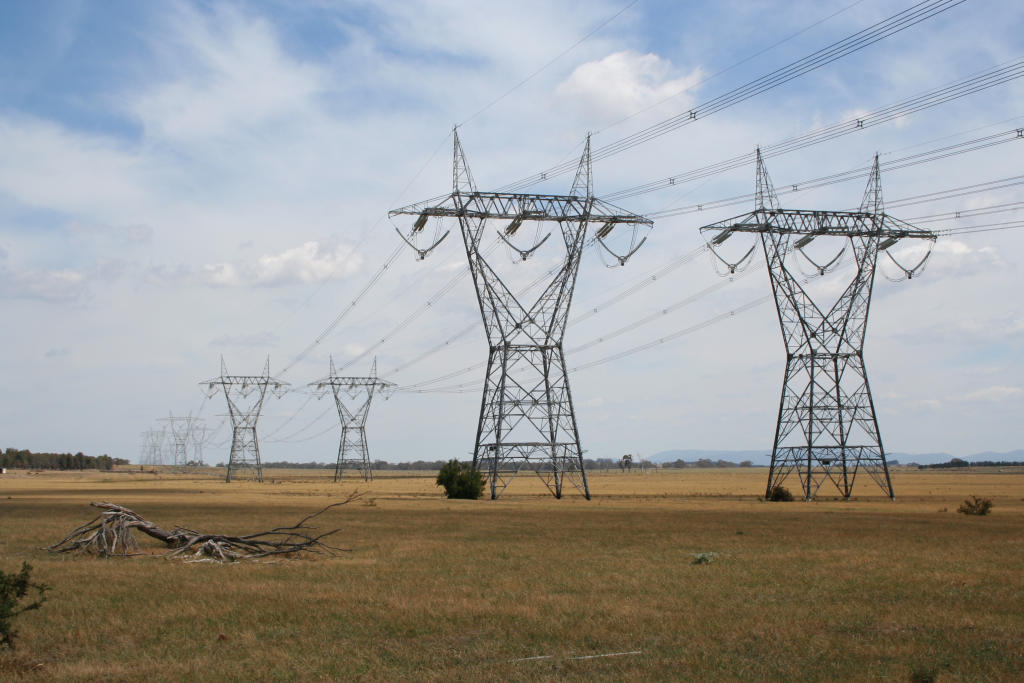
Линия электропередачи 500 киловольт на севере Мельбурна

Энергетика в Виктории производит с использованием ряда видов топлива или технологий, включая уголь, природный газ и возобновляемые источники энергии. Бурый уголь является основным первичным источником для производства электроэнергии в государстве, на долю которого приходится около 85 % выработки электроэнергии в 2008 году. Бурый уголь также является одним из крупнейших вкладчиков в общий объём внутренних выбросов парниковых газов в Австралии и источником разногласий для страны. Австралия одна из самых сильно загрязненной парниковыми газами на душу населения страна в мире.

## Электричество

### История

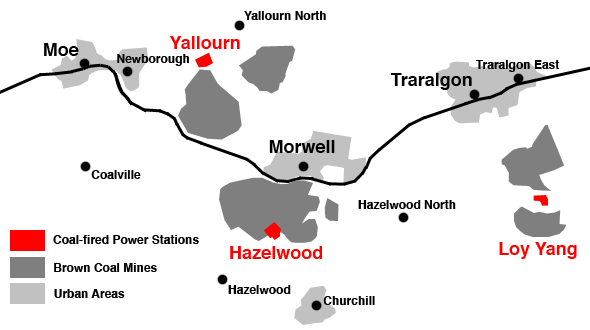
Карта расположения основных угольных электростанций и шахт в Латроб-Валли.

Зарождение электроэнергетики в Мельбурне осуществили и распределили ряд частных компаний и муниципальных генераторных и распределительных компаний. Главная муниципальная электростанция в Виктории управлялась городским советом Мельбурна, генерировала электричество на электростанции Spencer Street, построенной в 1892 году для нужд города а также для других муниципальных дистрибьюторов. Основным частным поставщиком была электроснабжающая компания Мельбурна, основанная в 1899 году. Компания управляла электростанцией Ричмонда, открытой в 1891 году, и электростанцией Джелонга. Совет действовал по франчайзинговым соглашениям с рядом муниципальных дистрибьюторов. Последним крупным генератором электроэнергии были железные дороги Виктории, которые в 1918 году открыли электростанцию Newport, крупнейшую электростанцию в городской местности, для подачи электроэнергии в рамках электрификации пригородных поездов Мельбурна. На стадии зарождения генераторы полностью полагались на поставки топлива угольной промышленности Нового Южного Уэльса, где были волнения рабочих.
Производство электроэнергии в Виктории на ранней стадии использовало относительно простую технологию, но передача даже на короткое расстояние была затруднительна. Первоначально использовалось только для общественных мероприятий — таких как визит герцога Эдинбургского в 1867 году и ночной футбольный матч в MCG в 1879 году, а также освещение в театре. Небольшие генерирующие установки были построены в Мельбурне для обслуживания небольших районов и отраслей промышленности. Однако газ оставался основным топливом для уличного освещения в Мельбурне до 1894 года, после того, как городским советом Мельбурна была построена электростанция Spencer Street. Эта электростанция производила достаточно энергии для освещения улиц Мельбурна. Другие советы переняли инициативу Мельбурна и улицы во многих близлежащих районах — таких как Richmond, Essendon, Hawthorn и South Yarra — также были освещены электричеством к концу 1890-х гг. Некоторые советы создали свои собственные распределительные сети, в том числе Footscray (1911), Brunswick (1912-13), Port Melbourne (1912-13), Preston (1912), Nunawading (1912), Northcote (1912), Coburg (1914), Heidelberg (1914), Williamstown (1915-16) и Doncaster (1916).
Государственная комиссия по электроэнергетике Виктории (SECV) была создана в 1921 году для объединения этих небольших районов[b]. В 1920-е годы SECV исследовала гидроэнергетику, параллельно с работой на буром угле электростанций Yallourn. В 1922 году Messrs J.M. и H.E. Coane выступили с докладом о развитии потенциальной гидроэнергетики на реке Гоулберн и в районе хребта Cerberean. Их результаты, в свою очередь, позже были представлены в парламенте Виктории для получения финансирования, в виде экономически эффективного проекта. Он был утвержден в 1922 году, и схема гидроэлектростанции Rubicon начала применяться в том же году. За первые десять лет своей работы она поставляла в среднем 16,9 % электроэнергии, вырабатываемой SECV.
SECV взял на себя ряд небольших муниципальных распределителей электроэнергии в 1920-х годах, а в 1930-х годах компания электроснабжения Мельбурна была приобретена вместе с её уличными трамвайными сетями. Несмотря на эти приобретения, муниципальные распределительные компании, называемые муниципальными электрическими предприятиями, оставались вне контроля SECV до приватизации отрасли в 1990-х годах.
Первая электрическая трамвайная линия в Мельбурне была построена в 1889 году компанией Box Hill and Doncaster Tramway Company Limited, но предприятие потерпело неудачу в 1896 году. Электрические трамваи снова появились в 1906 году, с открытием железной дороги Виктории «Electric Street Railway» от Сент-Килды до Брайтона, и в том же году произошло усовершенствование трамвайной электрической системы благодаря North Melbourne Electric Tramway and Lighting Company (NMETL), которая открыла две линии от конечной станции канатной дороги на мосту Flemington до Essendon и реки Saltwater (ныне Мэрибернонг). NMELT была электроэнергетической и трамвайной компанией, которая работала с 1906 по 1922 год. Часть электрической системы была принята SECV в 1922 году. Столичный трамвайный совет Мельбурна был сформирован в 1919 году и взял на себя все системы кабельных и электрических трамваев в Мельбурне. Трамвайная сеть в городе Мельбурн (MMTB) расширила электрические линии, и с 1924 прогрессивно преобразовывала существующую канатную систему в электрическую тягу. К 1940 году вся сеть канатного трамвая была преобразована в электрическую тягу. Электрификация железнодорожной сети Мельбурна произошла в 1920-х годах.
SECV построил открытую шахту в долине Латроб и там же открыл одну из первых электростанций, работающих на буром угле. Работы по строительству электростанции Yallourn велись с 1920-х по 1960-е гг. С тех пор SECV открыла ещё две открытые шахты в долине, питающие электростанции Hazelwood и Loy Yang.
Функции SECV были приватизированы между 1995 и 1999 годами. В 1936 году Geelong были подключены к государственной электрической сети, а к 1960-м годам Geelong A была закрыта. Geelong B функционировала ещё нескольких лет, используясь во время пиковых нагрузок, но всё же была закрыта в 1970 году из-за гораздо более высокой эффективности новых электростанций в долине Латроб. Электростанция Richmond закрылась в 1976 году, а электростанция Spencer Street закрылась в 1982 году. Электростанция Newport закрылась в 1980-х гг. Электростанция Hazelwood закрылась в 2017 году.

## Электроэнергетика на угольном топливе

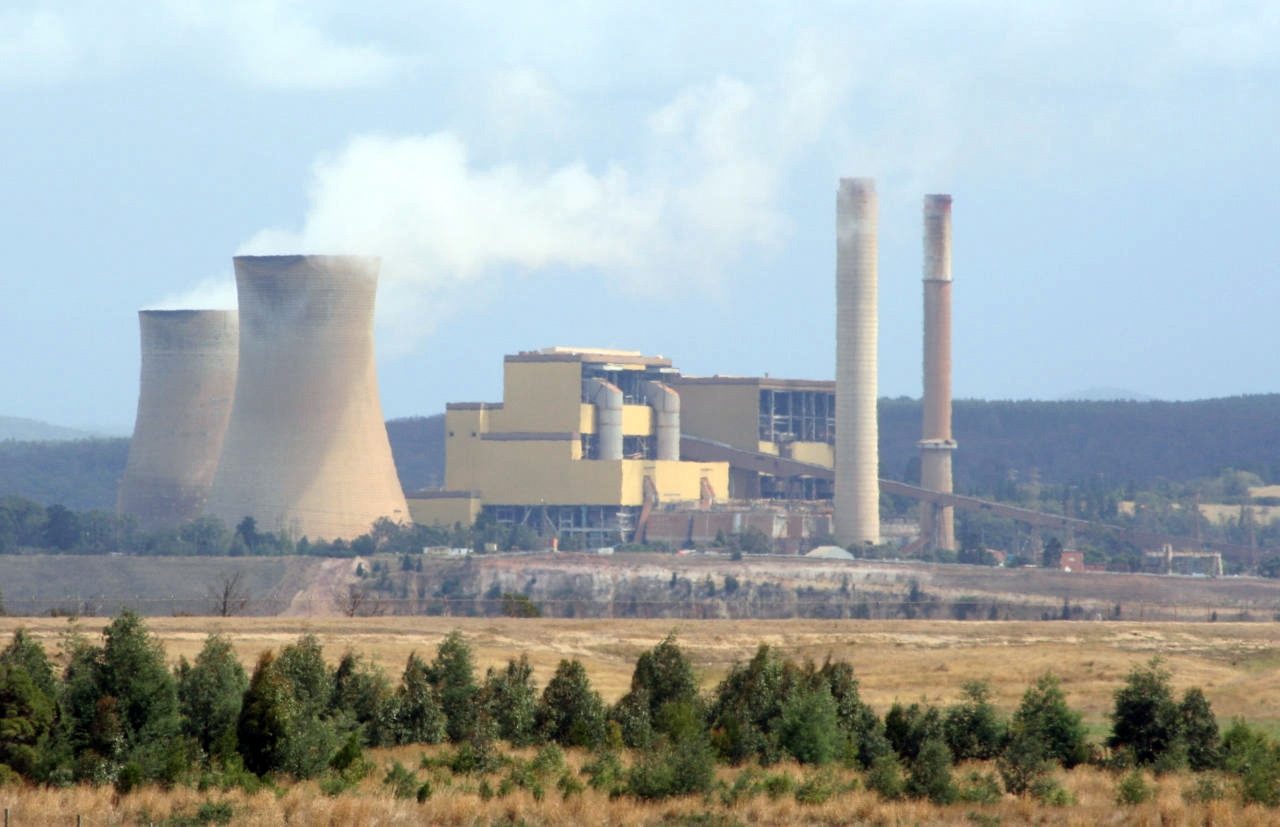
Электростанция Yallourn

В настоящее время большая часть электроэнергии в Виктории вырабатывается за счет сжигания бурого угля на тепловых электростанциях в долине Латроб. Одним из основных потребителей электроэнергии в Виктории является алюминиевый завод в Портленде.
В отличие от многих других государств, основные угольные месторождения Виктории содержат бурый уголь. Высокое содержание воды в этом угле делает его менее пригодным для сжигания без применения специальной технологии. Поэтому на заре зарождения штата Виктория зависела от импорта каменного угля из Нового Южного Уэльса для своих нужд. Бурый уголь, добываемый в долине Латроб, имеет низкое содержание золы. Компоненты золы значительно варьируются в разных регионах, а также характерны различные силикаты и оксиды (Mg, Fe, Al, Ca и Na).
Угольные месторождения долины Латроб начали эксплуатировать для производства электроэнергии в 1920-х годах.
Дополнительные запасы бурого угля были в Алтоне и Anglesea, а также чёрного угля на хребтах Strzelecki на юге Gippsland. Угольные месторождения хребтов Altona и Strzelecki были небольшими по размеру и требовали подземной разработки. Производство в этих шахтах увеличилось в начале 20-го века. Угольное месторождение Anglesea использовалось для электростанции Anglesea с 1960-х годов, до 2015 года (год закрытия электростанции и угольного месторождения).
В 2013—2014 годах в долине Латроб было добыто 98,5 % от общего объёма добычи бурого угля в Австралии на уровне 57,8 млн тонн, по сравнению с 66,7 млн тонн в 2001—2002 годах.
Сжигание бурого угля негативно отражается на экологии, влияет на изменение климата и ускоряет процесс глобального потепления. Производство киловатт-часа электроэнергии из бурого угля в три раза вреднее, чем то же количество, полученное при когенерации природного газа. Hazelwood считался самой «грязной» электростанцией в Австралии, но она была закрыта владельцем по экономическим причинам. Ожидается, что после выхода доклада Garnaut Climate Change Review будет принята схема «ограничения торговли» квотами на выбросы, для уменьшения последствий глобального потепления для Австралии.Также ожидается, что электроэнергия, произведенная путем сжигания бурого угля, значительно вырастет в цене. Однажды открытое производство в шахте у электростанции Hazelwood уже угрожало экологической безопасности. Тогда в результате пожара, район города Morwell на протяжении месяца был окутан угольной пылью.
Действующие угольные шахты Виктории в наши дни:
| Название     | Месторасположение | Владелец            | Тип угля    | Основные покупатели                                  | Способ добычи |
| ------------ | ----------------- | ------------------- | ----------- | ---------------------------------------------------- | ------------- |
| Yallourn     | Yallourn          | EnergyAustralia     | Бурый уголь | электростанция Yallourn                              | Открытый      |
| Morwell      | Morwell           | International Power | Бурый уголь | электростанция Hazelwood, электростанция Energy Brix | Открытый      |
| Loy Yang «A» | Traralgon         | AGL Loy Yang        | Бурый уголь | электростанция Loy Yang                              | Открытый      |

### Гидроэнергетика

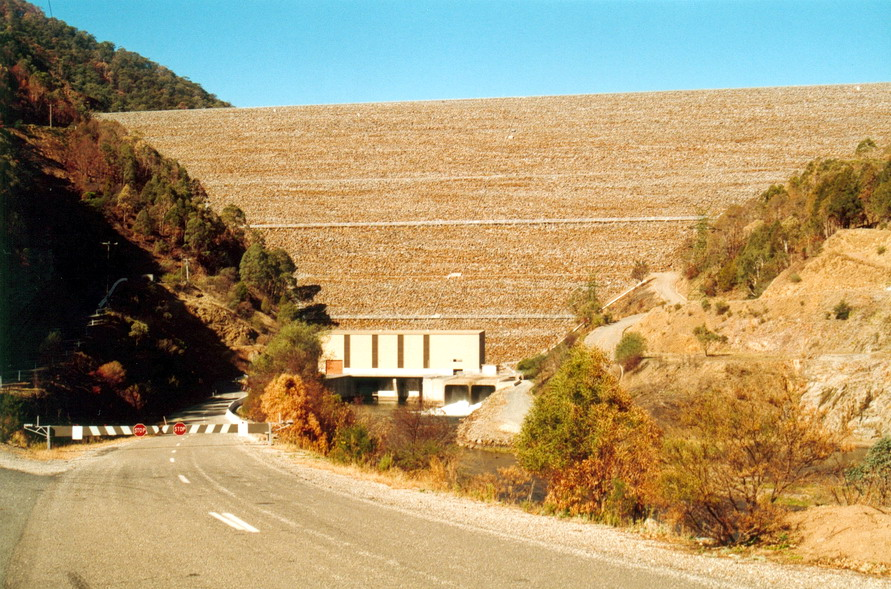
Электростанция Dartmouth, располагается вблизи дамбы

Виктория имеет небольшое количество гидроэнергетических систем из-за ограниченных водных ресурсов.
Гидроэлектростанция Рубикон была построена государственной комиссией по электроэнергии штата Виктория в 1924 году и на то время была важной составной частью государственной электросети. Позднее появились другие гидроэлектростанции: Kiewa, построенная в 1938—1961 годы, Eildon в 1956 году, комплекс Snowy Mountains, построенный в 1950—1970 годы, и Dartmouth в 1981 году.

### Солнечная энергетика

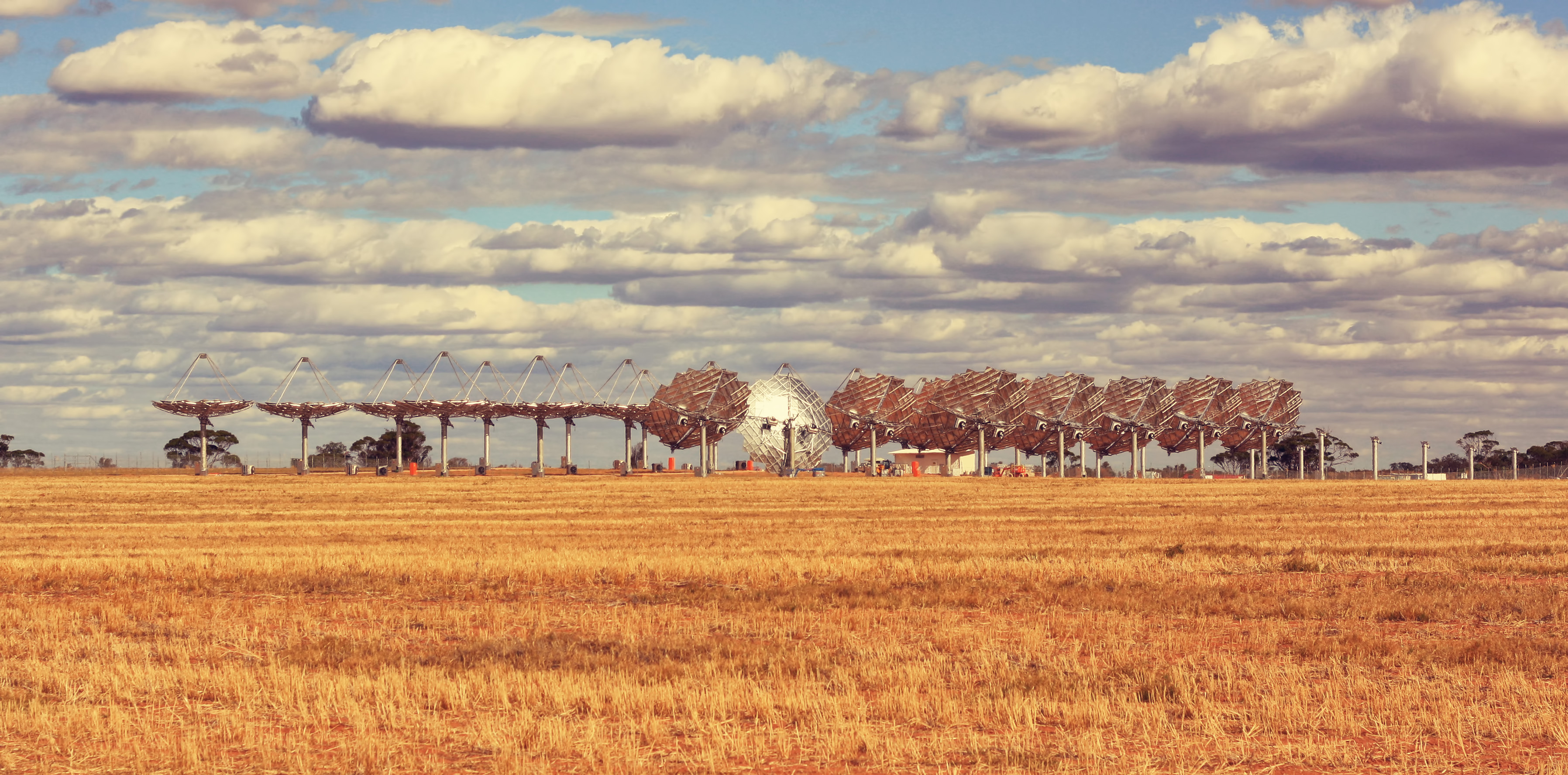
Демонстрация Электростанция Mildura концентрирующая 1,5 МВт

Небольшие частные, коммерческие и общественные системы солнечных батарей на крышах становятся все более распространенным источником электроэнергии. Крупномасштабный проект солнечной электростанции в Mildura, в данный момент находится в стадии разработки.

### Ветряная энергетика
Испытания ветроэнергетики в Виктории начались в 1987 году, когда государственная комиссия по электроэнергии Виктории установила ветрогенератор Westwind мощностью 60 кВт в Breamlea в качестве демонстрационного проекта. Генератор был продан частной группе в 1994 году с правом приватизации. Только в начале 2000-х годов началось коммерческое использование энергии ветра для производства электроэнергии. Ветряные электростанции в Codrington, Challicum Hills и Portland были построены частными компаниями при финансовой поддержке государства.
К октябрю 2011 года действовало восемь ветряных электростанций мощностью 428 МВт. Развитие новых ветряных электростанций в Виктории осложнилось после выборов правительства Байе, которое внесло поправки в схему генерального плана в августе 2011 года. Они давали любому землевладельцу в пределах двух километров право вето на строительные проекты. Это беспрецедентная доктрина генплана, по мнению ветроэнергетических компаний, поставила под угрозу жизнеспособность инвестиций в государстве.
По состоянию на ноябрь 2016 года мощность ветропарка увеличилась до 1249 МВт.
В июне 2017 года правительство Виктории объявило о трехлетнем анализе технической осуществимости проекта первой оффшорной ветряной фермы Австралии.
Проект, который может иметь 250 ветряных турбин в пределах площади 574 км², по прогнозам, обеспечит около 8 000 ГВт-ч электроэнергии, что составляет около 18 % энергопотребления Виктории и заменит большую часть мощности электростанции Hazelwood, которая была закрыта в начале 2017 года.

## Топливные брикеты
Из-за низкой энергетической ценности сырого бурого угля транспортировка топлива на большие расстояния была неэкономичной. В результате Государственная комиссия по электроэнэргетике Виктории использовала немецкую технологию для производства твердых топливных брикетов из бурого угля долины Латроб. Первый завод был основан в 1920-х годах в Yallourn, второй в Morwell в 1940-х гг. Эти заводы измельчали, сушили и прессовали бурый уголь для формирования жесткого быстросгорающего блока, который можно легко транспортировать.
Государственная комиссия по электроэнэргетике поощряет использование брикетов как в промышленности, так и в быту и для отопления в качестве замены импортного чёрного угля. Брикеты также использовались на тепловых электростанциях с пиковой нагрузкой, расположенных вдали от Долины Латроб. Использование брикетов в Виктории снизилось с началом широкомасштабного использования природного газа в штат, но фабрика при электростанции Morwell Energy Brix продолжала работать до августа 2014 года.

## Газовая энергетика

### История
Коксовый газ на первых порах поставлялся в Мельбурн частными компаниями, такими как Metropolitan Gas Company с 1850-х годов и Brighton Gas Company, которая была основана в 1877 году, и другими. Каждая из них управляла своими небольшими газовыми заводами, которые преобразовывали каменный уголь в газ. Газовые заводы были разбросаны по всему пригороду. Городской газ использовался для освещения, отопления и приготовления пищи, и заменил керосин в освещении. Он также использовался для уличного освещения, до прихода электричества в начале 1890-х годов.
Газовая и топливная корпорация Виктории была создана в 1951 году для управления поставками газа государству. В первую очередь это были Metropolitan Gas Company и Brighton Gas Company, со временем были приобретены другие местные муниципальные и частные газовые компании.
Первым проектом было строительство централизованного завода по газификации бурого угля в Morwell. Завод был открыт в 1956 году и использовал немецкую технологию Lurgi-Ruhrgas для производства газа и последующей передачи в Мельбурн по газопроводу высокого давления. Производство газа было изменено в конце 1950-х годов, когда было развито производство Синтез-газа — процесса, который преобразовал отходящие газы от нефтеперерабатывающих заводов в полезный энергетический продукт.
Поиски природного газа в Бассовом проливе от Gippsland начались в середине 1960-х компаниями Esso Australia и BHP. Плавучая установка Glomar III использовалась для разведочного бурения, которое началось 27 декабря 1964 года. Через два месяца было обнаружено газовое месторождение, к июню 1965 года находка была подтверждена. Газовые месторождения Barracouta и Marlin, были открыты в марте 1966 года. Оба этих месторождения используют морские буровые установки в качестве производственной базы. Лонгфордский газовый завод выступал в качестве наземного приемного пункта для добычи нефти и природного газа с нефтяных платформ в Бассовом проливе. К 1969 году работы над производственными установками и распределительной сетью были завершены, что позволило продавать природный газ потребителям. Большинство потребителей Виктории переоборудовали бытовые приборы для использования природного газа к 1970-м годам.
Корпорация энергетических сетей Виктории была основана в 1997 году. В 1994 году правительство Jeff Kennett приватизировало распределительные, розничные и передающие компании, а также Государственную Комиссию по электричеству Виктории, главную электроэнергетическую компанию Виктории. Газовая и топливная корпорация Виктории была закрыта в июне 1995 года. Gascor выступал в качестве оптового продавца газа, покупая газ у Esso / BHP-Billiton и продавая его частным газовым ритейлерам Origin Energy, AGL и TXU. В марте 1999 года Envestra (ныне Australian Gas Networks) приобрела часть распределительной сети бывшей корпорации.
До 1 октября 2002 года каждый розничный торговец поставлял газ в определённом географическом районе. С этого времени рынок газа в Виктории был открыт для новых розничных торговцев и была введена полная розничная конкуренция для потребителей газа, что позволило газовым торговцам искать клиентов по всему штату. На то время было три розничных торговца, которые продолжали оставаться основными поставщиками. Полное дерегулирование розничных цен произошло в 2009 году. Victoria Electricity (позже Lumo Energy) подала заявку на получение лицензии на розничную торговлю газом в декабре 2004 года и начала розничную торговлю газом в начале 2005 года.
В 2005 году TXU продала свои австралийские активы Singapore Power, сохранившей распределительные предприятия (сети распределения электроэнергии и природного газа) в Виктории, а оставшуюся часть распродала. Singapore Power тогда разместила 49 % бизнеса как SP Ausnet, сохранив 51 %. В мае 2013 года Singapore Power продала 19,9 % от своего 51 % доли бизнеса State Grid Corporation of China. SP AusNet изменил свое название на Ausnet Services в августе 2014 года. В сентябре 2014 года гонконгская компания Cheung Kong Group выкупила все акции Envestra, включая 33,4 % акций APA, в то время как APA сохранила Управление Активами Envestra до 2027 года. В октябре 2014 года название Envestra было изменено на Australian Gas Networks Limited.
В сентябре 1998 года произошёл взрыв газа, жертвами которого стали двое погибших и восемь раненых рабочих. В результате этого происшествия поставки газа в штат прекратились на 2 недели.
В последние годы в бассейне Otway на шельфе хребтов Отуэй были обнаружены новые месторождения газа. BHP Billiton открыла газовое месторождение Minerva в 1993 году, добыча началась в 2004 году. В 2002 году компанией Santos Limited было открыто месторождение Casino, добыча началась в 2006 году. В 2002 году Woodside Petroleum подготовилась к разработке своих месторождений газа Geographe и Thylacine. Новые газовые месторождения используют подводные устья скважин, соединенные с берегом и производственными объектами трубопроводами, минимизируя воздействие на побережье.

### Современная структура
На сегодняшний день около 1,5 млн потребителей Виктории снабжается газом по магистралям протяженностью более 25 тыс. км. Почти 50 % продаж газа приходятся на промышленных и коммерческих потребителей. В 2005/2006 финансовом году средняя добыча газа в Виктории составляла более 700 млн кубических футов (20 млн м³) в день, что составляло 18 % от общего объёма продаж национального газа, при этом спрос рос на 2 % в год.
Поставки газа осуществляются с газовых месторождений Бассова пролива: Gippsland, Otway и Bass. Газовый завод Longford, наземный приемный пункт добычи нефти и природного газа с производственных платформ в Бассовом проливе недалеко от Gippsland, в настоящее время принадлежит совместному партнерству между американской компанией ExxonMobil и BHP Billiton и является основным поставщиком природного газа в Викторию, а также обеспечивает частичные поставки в Новый Южный Уэльс и Тасманию. Dandenong LNG Gas storage facility обеспечивает гибкость газового рынка Восточной Австралии, хеджируя такие риски, как перебои или чрезвычайные ситуации и периоды пикового спроса. Подземный газовый завод Iona, недалеко от Port Campbell, газовое месторождение Cooper (и газовые угольные пласты Квинсленда и Нового Южного Уэльса) через компании MSP и NSW-Victoria Interconnect обеспечивают поставки газа на рынок Виктории.
Australian Gas Networks владеет большей частью газопроводов в Виктории. Gas Pipelines Victoria Pty Ltd владеют магистральным газопроводом из Carisbrook в Horsham.
Газораспределители В Виктория включают в себя:
- AusNet Services — 31,1 % принадлежит Singapore Power, 19,9 % — Государственной сетевой корпорации Китая, остальные 49 % находятся в государственной собственности[37].
- Jemena — 60 % принадлежит Государственной сетевой корпорации Китая и 40 % компании Singapore Power[38]. VicHub, был введен в эксплуатацию в январе 2003 года, является соединительным объектом, расположенным на компрессорной станции Лонгфорд, которая распределяет газ в двух направлениях между Восточным газопроводом и газотранспортной системой Виктории[39]. Восточный газопровод, принадлежащий Jemena, представлял собой трубопровод между бассейном Gippsland и Новым Южным Уэльсом. По трубопроводу поставляется более половины газа, потребляемого в Новом Южном Уэльсе, включая Сидней, Канберру и Вуллонгонг, а также региональные центры Бэрнсдейл, Cooma, Наура и Bomaderry[40].
- Австралийские газовые сети — принадлежат Гонконгской компании Cheung Kong Infrastructure (CKI)[41][42].
- Multinet Gas принадлежавшая компании DUET Group, в настоящее время принадлежит CKI[41].

Сегодня в Виктории насчитывается 18 энергетических ритейлеров, 9 из которых являются газовыми ритейлерами. Основными розничными торговцами являются AGL Energy, EnergyAustralia (ранее TRU) и Origin Energy (их доля составляет почти 30 % внутреннего спроса на газ на восточном побережье Австралии). С ними конкурировали компании: Alinta, Dodo, Lumo Energy, Momentum Energy, Red Energy и Simply Energy. Розничные торговцы выставляют счета клиентам на основе информации об использовании газа, предоставленной дистрибьюторами.
Тасманский газопровод был построен и введен в эксплуатацию компанией Duke Energy в 2002 году. Это 734 км (456 миль) подводного и наземного газопровода, который транспортирует природный газ от газового завода Longford, под Бассовым проливом, в Bell Bay, Тасмания. Компания Tasmanian Gas Pipeline (TGP) Pty Ltd является владельцем и лицензиатом Тасманского газопровода. В апреле 2004 года компания Alinta приобрела активы Duke Energy в Австралии и Новой Зеландии. В Тасмании газ поставлялся в качестве топлива на электростанции Bell Bay и Tamar Valley, но когда была построена Высоковольтная линия постоянного тока Basslink, деятельность станций стала избыточной.
Чтобы повысить безопасность поставок природного газа в Аделаиду, природный газ из бассейна Otway компании EnergyAustralia подается по трубопроводу от газовой станции Iona рядом с Port Campbell, штат Виктория, и газовой станцией Otway компании Origin Energy, по газопроводу SEAGas протяженностью 687 км до электростанции Pelican Point в порту Аделаиды. Газопровод является собственностью и управляется компанией South East Australia Gas Pty Ltd, которой принадлежит партнерство Группы АПА (Австралия) и фонда пенсионного обеспечения в соотношении 50 на 50 %.

## Нефтяные месторождения
Нефть была впервые обнаружена в бассейне Gippsland под Бассовым проливом компанией Esso Australia и BHP в марте 1966 года на территории современного месторождения Marlin. К началу 1968 года неподалеку были открыты нефтяные месторождения Halibut и Kingfish. Добыча на месторождениях оценивалась в размере до 300 000 баррелей (48 000 м³) в сутки, с извлекаемыми запасами в районе 4 млрд баррелей (640 млн м³).
В 1985 году добыча нефти в бассейне Gippsland достигла максимума и составляла в среднем 450 000 баррелей (72 000 м³) в день. В 2005—2006 годах среднесуточная добыча нефти снизилась до 83 000 баррелей в сутки (13 200 м³/сут), но, несмотря на снижение, Виктория по-прежнему добывает почти 19,5 % сырой нефти в Австралии.